# Sunday (canción de Hurts)
«Sunday» («Domingo» en español) es el cuarto sencillo del dúo británico Hurts para su primer álbum de estudio, Happiness.

## Crítica
Las críticas fueron mixtas. Alix Buscovic de BBC Music comparó la canción con trabajos de Depeche Mode y PSB y dijo que era una buena canción de Europop, con teatralidad y buena actitud, aunque crítico la letra. Joe Copplestone de PopMatters dijo que era muy auténtica y muy comercial y lo comparó con trabajos de New Order. Alexis Petridis de The Guardian dijo que la canción era débil y común, y que al igual que otras canciones del álbum Happiness dijo que el clímax no tenía ninguna acumulación.

## Vídeo musical
El vídeo fue filmado por W.I.Z. en los estudios de MediaPro, Rumania. El vídeo cuenta con la actriz rumana Laura Cosoi que también aparece en el vídeo de Better Than Love, y dijo que el vídeo está inspirado en el mito de Orfeo y Eurídice, en los relatos en los que tiene que ir al inframundo para salvar a su amada. El rodaje duró dieciséis horas y la mitad del presupuesto se gastó en trajes ordenados desde Londres, que no llegaron debido a las condiciones meteorológicas. Otros trajes fueron diseñados por la diseñadora Maria Miu.

## Listado de canciones

### CD sencillo
- "Sunday"
- "Live Like Horses" (Cover de Elton John)

### Vinilo 7 "
- "Sunday"
- "Stay" (Seamus Haji Remix)

### EP digital
- "Sunday"
- "Sunday" (Seamus Haji Remix)
- "Sunday" (Midland Remix)
- "Sunday" (Tom Flynn Remix)
- "Sunday" (Glam As You Radio Mix)

### Listas
| Gráficos (2011)  | Posición máxima |
| ---------------- | --------------- |
| Uk Single Charts | 57              |